# Пятеро в аду
«Пятеро в аду» (итал. 5 per l’inferno) — итальянский военный фильм 1969 года, снятый режиссёром Джанфранко Паролини.

## Сюжет
Весна 1944 года. Продвижение союзников остановлено немецкими войсками у «Линии Густава». Командованию становится известно о немецком плане «К» по переброске дополнительных дивизий в расположение войск генерал-фельдмаршала Кессельринга, в результате которого сотни тысяч солдат союзных войск могут оказаться в смертельной ловушке. Лейтенант Хоффманн и четверо подготовленных солдат получают приказ проникнуть в хорошо охраняемый немецкий штаб, расположенный на вилле, и выкрасть из сейфа копию секретных документов, от которых зависит судьба фронта…

## В ролях
| Актёр         | Роль                                             |
| ------------- | ------------------------------------------------ |
| Джанни Гарко  | лейтенант Гленн Хоффманн (в титрах — Джон Гарко) |
| Маргарет Ли   | Хельга Рихтер                                    |
| Клаус Кински  | штандартенфюрер Ханс Мюллер                      |
| Альдо Канти   | Ник Амадори (в титрах — Ник Джордан)             |
| Саль Борджезе | Аль-Сиракуза                                     |
| Лучано Росси  | Джонни Уайт                                      |
| Самсон Берк   | сержант Сэм Маккарти (в титрах — Сэм Берк)       |
| Ирио Фантини  | генерал Фридрих Гербордштадт                     |
| Майк Монти    | капитан Никсон (нет в титрах)                    |

## Съёмочная группа
- Режиссёр: Джанфранко Паролини (в титрах — Фрэнк Крамер)
- Продюсеры: Альдо Аддоббати, Паоло Моффа
- Сценаристы: Ренато Иццо, Джанфранко Паролини, Серджо Гарроне
- Оператор: Сандро Манкори
- Композитор: Эльсио Манкузо (в титрах — Васко-Манкузо)